# All Scratched Up
All Scratched Up è il quarto album della band skate punk Down by Law.

## Tracce
1. Independence Day
2. Cheap Thrill
3. All American
4. Hell Song
5. True Believers
6. Giving It All Away
7. Gruesome Garry
8. Radio Ragga
9. Attention: Anyone
10. Superman
11. Post Office Lament
12. Ivory Girl
13. No Has Beens
14. Kevin's Song
15. True Music
16. Far And Away
17. Punks And Drunks

## Formazione
- Dave Smalley: voce, chitarra
- Chris Bagarozzi: chitarra
- Ed Urlick: basso (voce nel brano Finally Here)
- Dave Naz: batteria (voce nel brano Turn Away)